# Pueblo Nuevo San José
Pueblo Nuevo San José es un caserío peruano ubicado en el distrito de Frías, perteneciente a la provincia de Ayabaca del departamento de Piura, al norte del Perú.

## Ubicación
Pueblo Nuevo San José se ubica al suroeste de la provincia de Ayabaca, en el distrito de Frías, en el departamento de Piura.

## Demografía
En 2017 Pueblo Nuevo San José tenía una población de 65 habitantes.